# Damián Macaluso
Damián Macaluso Rojas (ur. 9 marca 1980 w Montevideo) – urugwajski piłkarz występujący na pozycji obrońcy. Obecnie jest zawodnikiem klubu CD Veracruz.

## Kariera
Macaluso zawodową karierę rozpoczynał w 1997 roku w klubie Central Español. W 1999 roku odszedł do Racingu Montevideo. W tym samym roku trafił do włoskiej Sampdorii. Potem był graczem Bella Visty, Calcio Catanii oraz ponownie Bella Visty. W 2003 roku powrócił do Central Español. W tym samym roku został graczem gwatemalskiego Cobán Imperial, z którym w 2004 roku zdobył mistrzostwo Gwatemali.
W 2004 roku przeszedł do włoskiej Venezii, grającej w Serie B. W tych rozgrywkach zadebiutował 11 września 2004 w przegranym 0:2 meczu z AlbinoLeffe. W 2005 roku spadł z klubem do Serie C1. Wówczas odszedł do innego zespołu Serie C1 - Sambenedettese. W 2006 roku po wygranych barażach utrzymał się z nim w Serie C1.
Latem 2006 roku Macaluso podpisał kontrakt z francuskim AS Nancy. W Ligue 1 zadebiutował 21 października 2006 w wygranym 1:0 meczu z FC Nantes. 3 marca 2007 w zremisowanym 1:1 spotkaniu z Le Mans UC 72 strzelił pierwszego gola w trakcie gry w Ligue 1.
W 2010 roku Macaluso odszedł do meksykańskiego CD Veracruz.